# Samin (województwo warmińsko-mazurskie)
Samin – wieś w Polsce położona w województwie warmińsko-mazurskim, w powiecie ostródzkim, w gminie Dąbrówno. W latach 1975–1998 miejscowość położona była w województwie olsztyńskim.

## Części wsi
| SIMC    | Nazwa | Rodzaj    |
| ------- | ----- | --------- |
| 0472561 | Lasek | część wsi |

## Historia
W czasach krzyżackich wieś pojawia się w dokumentach w roku 1416, podlegała pod komturię w Dąbrównie, były to dobra rycerskie o powierzchni 62 włók.
W 1974 r. do Sołectwa Samin (Gmina Dąbrówno) należały miejscowości: osada Lasek, wieś Samin, PGR Samin i PGR Saminek.